# Inglewood
Inglewood ist eine Stadt im Los Angeles County im US-Bundesstaat Kalifornien mit 107.762 vorwiegend afroamerikanischen oder hispanischen Einwohnern (Stand: 2020). Das Stadtgebiet hat eine Größe von 23,7 km².
Überregional bekannt ist auch der Inglewood Park Cemetery, auf dem zahlreiche bekannte Persönlichkeiten beerdigt sind.

## Geografie
Inglewood liegt zwischen dem San-Gabriel-Gebirge und der Pazifikküste in der dicht besiedelten Großraumregion von Los Angeles. Die auf einer Höhe von 33 Metern gelegene Stadt grenzt an Lennox, View Park-Windsor Hills, Hawthorne, Ladera Heights, Del Aire, West Athens, Alondra Park, Gardena und Los Angeles.

## Geschichte

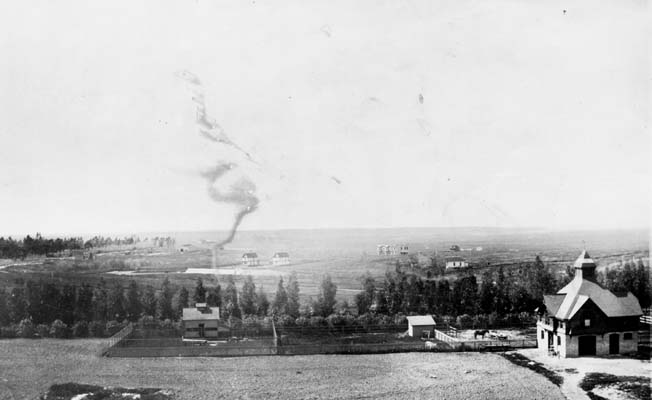
Inglewood, 1894

Die frühesten Einwohner des Gebiets waren einheimische Völker. Sie benutzten natürliche Brunnen im heutigen Edward Vincent Jr. Park.
Die Geschichte der Stadt kann auf die Besiedlung des Gebiets durch Weiße im Jahre 1781 zurückgeführt werden.
Die Gründung der Stadt geht auf den Bau einiger Gebäude durch Ygnacio Machado im Jahr 1834 zurück. Im Februar 1908 wurde die rasch wachsende Ortschaft mit jetzt 1200 Einwohnern zur Stadt erklärt. Weitherum bekannt wurde Inglewood durch ein Erdbeben im Jahr 1920. Die Verwüstungen und die darüber verbreiteten Pressemeldungen führten zu einem Katastrophentourismus, aber auch zu einer noch sprunghafteren Zunahme der Bevölkerung. In den Jahren 1920 bis 1925 hatte Inglewood den größten Bevölkerungszuwachs aller amerikanischen Städte.
Der Bergbauingenieur Mathias F. Chapman gründete 1923 in Inglewood die weltweit erste Chinchillafarm mit aus Chile importierten Tieren und begann hier später außerdem mit der Produktion von Chinchillakonfektion.

## Bevölkerung

### Demografie
Das Durchschnittsalter der Bürger von Inglewood liegt bei 30 Jahren, der Anteil der unter 18-Jährigen lag bei der Volkszählung im Jahr 2000 bei 32,4 %. Die Zensusbehörde ermittelte ferner, dass bei den über 18-Jährigen auf 100 Frauen – statistisch gesehen – 90,3 Männer kommen.
Das durchschnittliche Einkommen eines Haushalts liegt bei 34.269 US-Dollar, das mittlere Einkommen einer Familie liegt bei 36.541 Dollar. Männer verdienen im Schnitt 28.515 Dollar, Frauen bringen es dagegen auf durchschnittlich 30.096 Dollar. Das Pro-Kopf-Einkommen liegt bei 14.776 Dollar. 19,4 % der Einwohner sowie 22,5 % der Familien leben unterhalb der Armutsgrenze.
Die ethnische Zusammensetzung der Bevölkerung stellte sich im Jahr 2010 wie folgt dar:
- 50,6 % Hispanics
- 43,9 % Afroamerikaner
- 2,9 % Weiße (ohne Hispanics)
- 1,40 % Asiaten
- 0,7 % Amerikanische Ureinwohner
- 0,3 % pazifische Inselbewohner

### Kriminalität
Die Kriminalitätsrate hat einen Index von 451,5 Punkten. Im Jahr 2005 wurden 26 Morde, 42 Vergewaltigungen, 555 Raubüberfälle, 434 tätliche Angriffe auf Personen, 822 Einbrüche, 1.347 Diebstähle, 922 Autodiebstähle und 16 Brandstiftungen registriert.

## Verkehr
Inglewood wird mit den Interstates 105 und 405 sowie dem U.S. Highway 42 von drei Fernstraßen erschlossen. Nahe Inglewood liegt der Los Angeles International Airport und der Hawthorne Municipal Airport. Außerdem besaß Inglewood mit dem Hollywood Park Race Track eine eigene Pferderennbahn.

## Kultur und Sehenswürdigkeiten

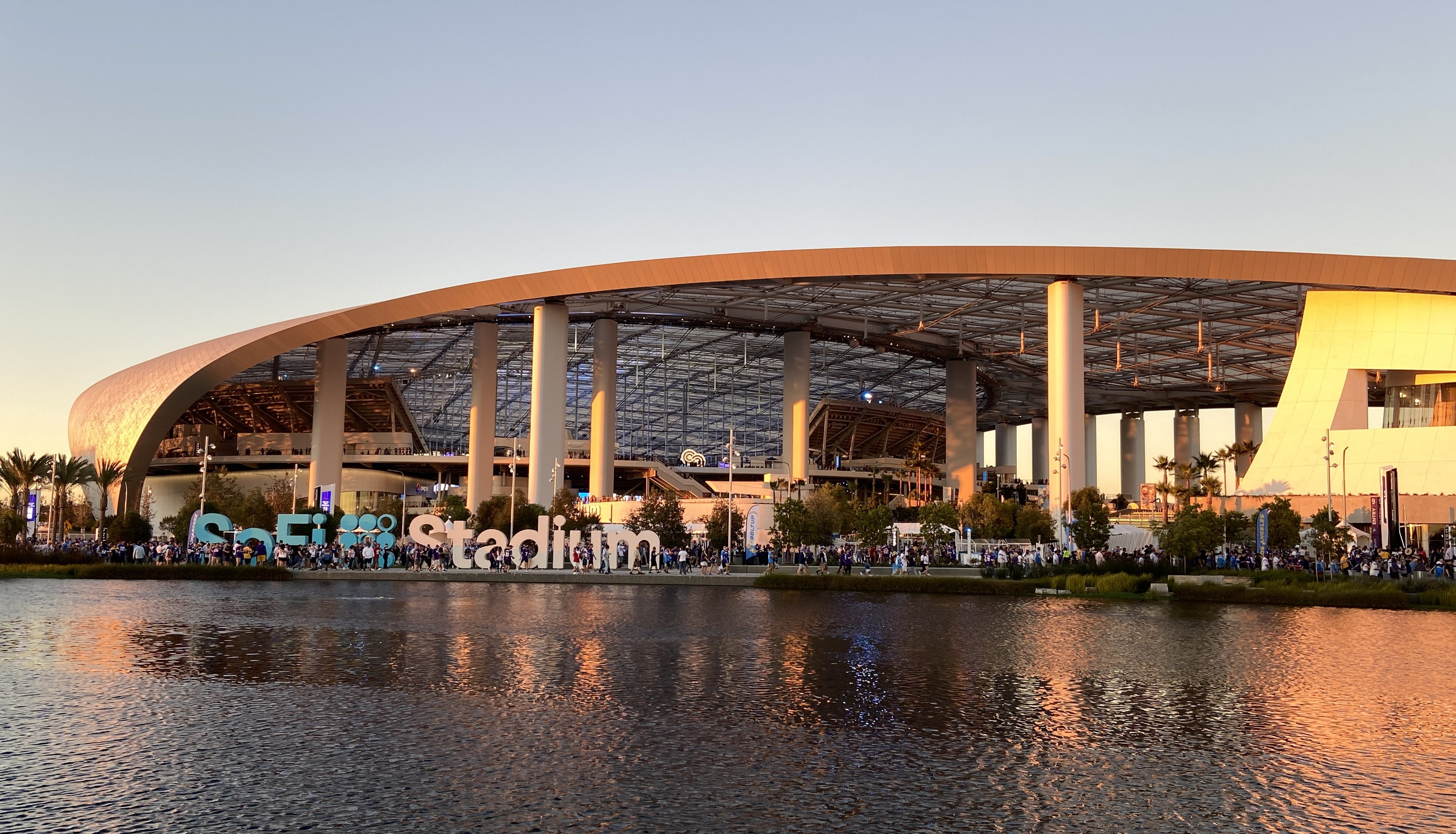
SoFi Stadium in Inglewood

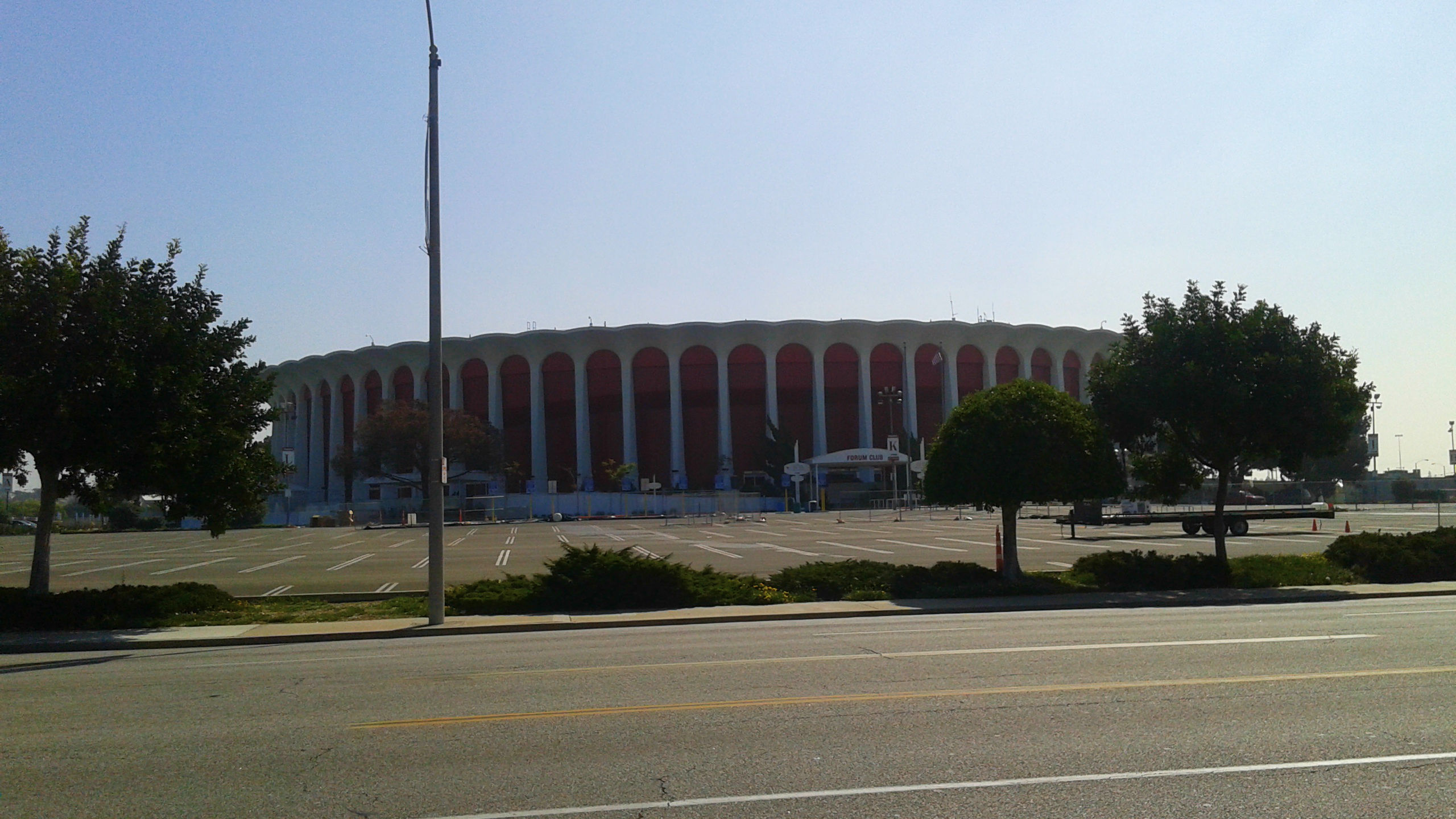
The Forum

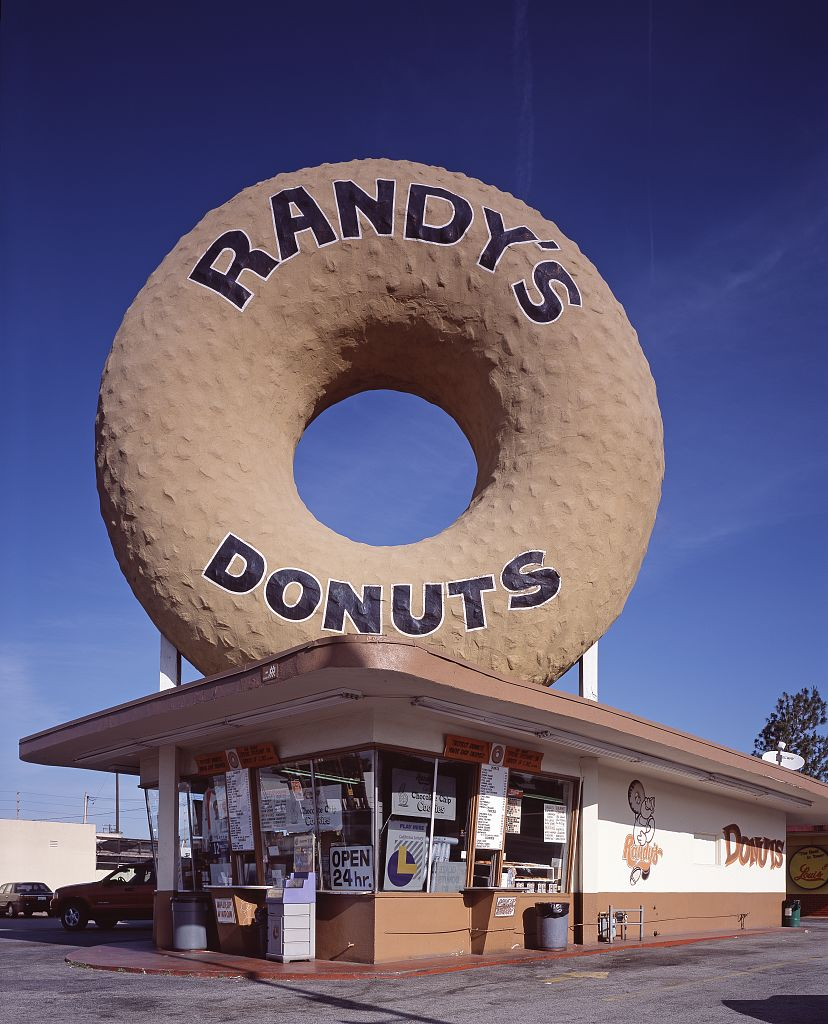
Randy’s Donuts

In der Stadt liegt die Mehrzweckhalle The Forum. Früher war die Halle die Heimstätte der Los Angeles Lakers und der Los Angeles Kings. Im  Jahr 2024 wurde mit dem Intuit Dome eine weitere Mehrzweckhalle eröffnet, die als Heimspielstätte der NBA-Basketball-Franchise Los Angeles Clippers dient. Im Jahr 2020 wurde ein American-Football-Stadion mit dem Namen SoFi Stadium nach rund fünf Jahren Bauzeit fertiggestellt. Es hat je nach Konfiguration zwischen 70.000 und 100.000 Sitzplätze und war zum Zeitpunkt der Fertigstellung 2020 mit Baukosten von schätzungsweise fünf Milliarden US-Dollar das bis dahin teuerste Stadion der Welt. Es dient seit der NFL-Saison 2020 als Heimspielstätte der NFL-Teams Los Angeles Rams und Los Angeles Chargers. Darüber hinaus wurde im SoFi Stadium am 13. Februar 2022 der Super Bowl LVI ausgetragen. Außerdem soll das SoFi Stadium Austragungsort für die Olympischen Sommerspiele 2028 werden.
Beachtenswert in Inglewood ist auch der Donutladen Randy’s Donuts, der häufig in Spielfilmen zu sehen ist. Das Rathaus der Stadt (Inglewood City Hall) auf dem Manchester Boulevard 1 wurde von außen für die TV-Serie Quincy als Gebäude der Gerichtsmedizin und für Wonder Woman als Zentrale der Inter-Agency Defense Command (IADC) aufgenommen.

### Bildungseinrichtungen
Inglewood liegt im Inglewood Unified School District. Mit der Inglewood-, der Morningside– sowie der City Honors High School verfügt Inglewood über drei Sekundarschulen. Außerdem befinden sich in Inglewood noch die Inglewood Community Adult School und die Hillcrest Continuation High School.

## Söhne und Töchter der Stadt
- Lee Aaker (1943–2021), Schauspieler
- Joseph Michael Acaba (* 1967), Astronaut
- Bridgette Andersen (1975–1997), Filmschauspielerin und Fotomodell
- Tyra Banks (* 1973), Schauspielerin und ehemaliges Fotomodell für Victoria’s Secret
- Becky G (* 1997), Sängerin
- Shirley Bonne, eigentlich Shirley Mae Tanner (* 1934), Model und Schauspielerin
- Bob Breunig (* 1953), American-Football-Spieler
- Billy Brown (* 1970), Schauspieler
- Erica Campbell (* 1972), Gospelsängerin
- Kym Carter (* 1964), Siebenkämpferin
- Damu Ridas, afroamerikanische Rap-Gruppe
- Cliff DeYoung (* 1946), Musiker und Schauspieler
- Mark Eaton (1957–2021), Basketballspieler
- Joy Fawcett (* 1968), Fußballspielerin
- Maureen Flannigan (* 1973), Schauspielerin
- Amy Fuller (1968–2023), Ruderin
- Peter Hagelstein (* 1954), theoretischer Physiker und Elektrotechniker
- Flo Hyman (1954–1986), Volleyballspieler
- Vicki Lawrence (* 1949), Komikerin, Sängerin und Schauspielerin, bekannt für The Carol Burnett Show
- Mack 10 (* 1971), afroamerikanischer Rapper
- Misty Stone (* 1986), ehemalige Pornodarstellerin
- Haloti Ngata (* 1984), Footballspieler
- Omarion (* 1984), Popsänger und Schauspieler
- Paul Pierce (* 1977), Basketballspieler
- Brittney Reese (* 1986), Weitspringerin
- Rena Riffel (* 1969), Schauspielerin, Tänzerin, Regisseurin, Drehbuchautorin und Filmproduzentin
- Jeff Rohrer (* 1958), American-Football-Spieler
- Steve Saleen (* 1949), Autorennfahrer und Unternehmer
- Byron Scott (* 1961), Basketballspieler und Trainer
- Zoot Sims (1925–1985), Jazz-Saxophonist
- Jaime Soto (* 1955), Bischof von Sacramento
- Swae Lee (* 1993), Rapper
- Casey Veggies (* 1993), Rapper
- Esther Williams (1921–2013), Schwimmerin und Schauspielerin
- Brian Wilson (1942–2025), Musiker (The Beach Boys)
- Dennis Wilson (1944–1983), Musiker (The Beach Boys)
- Michael Zaslow (1944–1998), Schauspieler und Drehbuchautor
- Pēteris Zilgalvis (* 1964), lettischer Jurist